# Burnin’ Rubber
Burnin’ Rubber ist ein Rennspiel, welches exklusiv für das Amstrad GX4000 als Launchtitel erschien, und war jeder Konsole beigelegt.

## Gameplay
Der Spieler übernimmt die Rolle eines Rennfahrers der an einem 24-Stunden-Rennen mit seinem 3-Liter-Turbo-Porsche teilnimmt. Dabei gilt es auf der einzigen Rennstrecke vier Runden zu überstehen inklusive Tag-/Nachtwechsel. Pro Runde gibt es vier Checkpoints, in denen die Zeit aufgestockt werden kann, ist die Zeit vorher abgelaufen, heißt es Game over. Außerdem gilt es gegnerischen Fahrzeugen und Ölspuren auszuweichen. Auch Kollisionen mit Werbetafeln etc. am Streckenrand haben einen Überschlag oder Dreher zur Folge und kosten wertvolle Zeit. Fährt der Spieler mit manueller Schaltung statt Automatik muss die Überhitzung des Motors verhindert werden. Spielziel ist ein möglichst hoher Highscore.
Das Spielprinzip erinnert an das 1986 erschienene WEC Le Mans; ein Teil des Entwicklungsteams arbeitete bereits an diesem Spiel mit.

## Kommerzieller Erfolg
Da das Spiel jedem Gerät beilag lassen sich die Verkaufszahlen gut nachvollziehen, i. d. R. wird von 20.000–40.000 Einheiten ausgegangen.

## Kritiken
In der deutschsprachigen Presse wurde der Titel wohl nicht weiter besprochen, Retro Gamer platziert es in der Top 10 der besten Amstrad GX4000-Spiele auf Platz vier. Zwei private Fanseiten vergaben 84 % und 83 %.